# КОРОНАС-И
«КОРОНАС-И»  — первый космический аппарат, запущенный в рамках комплексного международного проекта КОРОНАС и предназначенный для фундаментальных исследований Солнца и солнечно-земных связей. Проект спутника «КОРОНАС-И» создавался в рамках программы «Интеркосмос». В подготовке научной программы, разработке и изготовлении бортовых приборов и наземных средств принимали участие организации, учёные и специалисты Болгарии, Германии, Польши, России, Украины, Чехии и Словакии. Головной организацией, ответственной за реализацию научной программы, являлся Институт земного магнетизма, ионосферы и распространения радиоволн АН России (ИЗМИРАН). Спутник планировался как «Интеркосмос-26», но после распада социалистического лагеря получил название по научной программе.

## Конструкция спутника
Аппарат «КОРОНАС-И» (заводское обозначение АУОС-СМ-КИ-ИК) разработан в КБ «Южное» им. М. К. Янгеля и построен на Южном машиностроительном заводе (г. Днепропетровск, Украина). Это первый аппарат, при создании которого использовалась спутниковая платформа АУОС-СМ - глубокая модернизация платформы АУОС-З, на базе которой было построено и выведено на орбиту в 1976—1991 годах 11 спутников, предназначенных для научных исследований.
Платформа АУОС-СМ обеспечивала ориентацию продольной оси аппарата в направлении Солнца с точностью до 10 угловых минут. Для стабилизации положения спутника в пространстве использовался маховик с электромагнитной разгрузкой. Первичная ориентация на Солнце осуществлялась микродвигателями ориентации, работавшими на сжатом газе. Весь процесс построения солнечной ориентации после выхода из тени Земли занимал не более пяти минут. Корпус аппарата состоял из двух герметично соединенных блоков — собственно платформы и верхнего блока научной аппаратуры. В состав оборудования платформы входили аккумуляторы, приборы системы ориентации, радиотехнический комплекс и другие служебные системы. Для размещения научной аппаратуры использовался верхний блок. Снаружи на корпусе были установлены раскрывающиеся рамы с панелями солнечных батарей и штангами с антенно-фидерными устройствами. Наружные датчики и приборы устанавливались на раскрывающихся рамах, на штангах и на ферме верхнего блока.
В состав платформы входила единая телеметрическая система, обеспечивающая как управление аппаратом, так и передачу научной информации в международном диапазоне частот для приёма всеми участниками проводимых на спутнике экспериментов. Запоминающее устройство позволяло хранить получаемые данные в течение суток, а программно-временное устройство обеспечивало управление аппаратом и проводимыми экспериментами вне зоны видимости наземных пунктов. На спутнике была установлена также цифровая система сбора научной информации (ССНИ), разработанная в ИЗМИРАН и осуществлявшая опрос научных приборов, первичную обработку собранной информации и передачу её на наземные пункты.

## Цель запуска
Изучение физических процессов, протекающих на поверхности и в атмосфере Солнца, а также для изучения недр Солнца, в том числе:
- детальное изучение механизмов ускорения энергичных частиц во время вспышек,
- изучение мощных динамических процессов активного Солнца (солнечные пятна, вспышки, выбросы плазмы) с целью создания теорий и методов прогнозирования этих явлений,
- изучение характеристик солнечных космических лучей, ускоренных в процессах солнечных вспышек и других активных явлений, условий их выхода, распространения в межпланетном магнитном поле и воздействия на магнитосферу Земли,
- исследование переноса энергии из недр Солнца к его поверхности, накопления энергии в верхней атмосфере и последующего её выделения во время солнечных нестационарных явлений,
- изучение недр Солнца на основе гелиосейсмологии.

«КОРОНАС-И» запущен 2 марта 1994 года ракетой-носителем Циклон-3 со стартовой площадки № 32/1 космодрома Плесецк. Аппарат выведен на практически круговую околополярную орбиту с наклонением 82,4°, апогеем 540 км, перигеем 500 км и периодом обращения 95 минут. Спутник получил международный идентификатор 1994-014A.

## Результаты программы
Весной 1994 года спутник КОРОНАС-И передавал изображения Солнца и ценную научную  информацию о происходящих на нём процессах.  Для приёма информации использовались  станции в Троицке (ИЗМИРАН), Тарусе (ИКИ),  Медвежьих озерах (ОКБ МЭИ), в обсерваториях Панска Вес (Чехия) и Нойштрелиц (Германия). Через некоторое время на спутнике отказала система ориентации и стабилизации, удерживающая с помощью маховиков  направление оси аппарата на Солнце с точностью до 10 угловых минут. Вместо неё стала использоваться реактивная система на сжатом газе, предназначенная для начальной ориентации спутника после выведения на орбиту и компенсации слишком больших возмущений при полёте. Эта система обеспечивала точность не более одного градуса. С лета 1994 года, после исчерпания рабочего тела для газореактивной системы, КОРОНАС-И продолжал полёт в неориентированном состоянии, что исключало возможность использования бо́льшей части научных приборов. В таком состоянии КОРОНАС-И продолжал работу и передавал информацию с оставшихся пригодными для использования приборов. Работа с «КОРОНАС-И» продолжалась до конца 2000 года. В марте 2001 года аппарат сошёл с орбиты и прекратил своё существование.
Информация, переданная спутником как в первые месяцы полёта, так и после перехода в неориентированное состояние, позволила учёным получить новые данные о строении и поведении Солнца и сделать ряд открытий. Впервые в истории была обнаружена связь между космическими лучами галактического происхождения и магнитным полем Солнца, получены уникальные данные о корональных дырах. Программа КОРОНАС была продолжена на космическом аппарате КОРОНАС-Ф, запущенном в 2001 году.